# Aurimas Didžbalis
Aurimas Didžbalis (13 de junho de 1991) é um halterofilista lituano, medalhista olímpico. 

## Carreira
Aurimas Didžbalis competiu na Rio 2016, na qual conquistou a medalha de bronze na categoria até 94kg.